# Pózgatya
A pózgatya (angolul posing suit) a férfi testépítő versenyek egyetlen kötelező ruházati kelléke. Rendeltetése, hogy viselője úgy tudja bemutatni minden izmát, hogy közben intim testrészei takarásban maradjanak. Ennek az alapelvnek megfelelően alakult ki a pózgatya alakja.

## Egyéb megnevezések
Gyakran póznadrágnak is nevezik, ami a nadrágszárak hiánya miatt nem indokolt. Az angol posing trunks kifejezés mintájára létezik a pózoló nadrág elnevezés is, ennek rövidebb alakja a már említett póznadrág. Nem túl elterjedt név a testépítő gatya is, emellett
néha tévesen fecskének is nevezik, s előfordul az inkább gúnyos férfi tanga megnevezés is. 

### Pózgatya – fecske vagy tanga?
A pózgatyát alaptalanul nevezik, vagy inkább gúnyolják férfi tangának is, holott a kettő között világosan megfogalmazható a különbség. Míg a férfi tanga hátulsó része egy néhány milliméteres keskeny pánt, amely a farpofák között helyezkedik el, s így gyakorlatilag láthatatlan, addig a pózgatya hátulsó része egy sokkal szélesebb pánt, és a fenéknek legalább a felét takarja. Nem fedi le tehát a teljes hátsót, ahogyan azt például egy fecske fürdőgatya teszi. Megállapítható, hogy a pózgatya a tanga és a fecske fürdőgatya között helyezkedik el félúton.

## IFBB-szabvány a pózgatyára
A Testépítők Nemzetközi Szövetsége (IFBB) pontosan meghatározza, milyennek kell lennie egy szabványos pózgatyának – pedig a zsűri a pontozásnál ezt egyáltalán nem veszi figyelembe, ugyanakkor a szabványnak nem megfelelő pózgatya miatt viszont akár kizárás is kapható. 
Az alapszabályok:
- A gatya nem állhat több különálló, kapcsolható részből.
- Anyagát illetően az egyetlen előírás, hogy az nem lehet még részben sem átlátszó.
- Elől 100%-ban kell takarnia a péniszt és a herezacskót, hátul pedig legalább 50%-ban a feneket.
- Az oldalsó pánt vastagságának el kell érnie az 1 cm-t.
- A pózgatyára csak a versenyző sorszámát tartalmazó papírdarab függeszthető ki, egyéb kellék vagy dísz nem.

A szabvány nem tér ki a pózgatya színére, gyakorlati megfontolásból azonban egy-egy adott verseny szervezői gyakran megtiltják a fényes, csillogó, fémes hatású pózgatyák viselését, mivel azok visszaverik a vaku fényét, és ezzel tönkretehetik a fényképet.

Az általános szabályzat nem tér ki a pózgatyákon elhelyezett szövegekre sem, melyek lehetnek reklámok, de akár politikai üzenetek is, illetve a nemzeti zászló pózgatyán való megjelenítéséről sem mond semmit. Ettől függetlenül egy-egy adott verseny szervezőinek joguk van megtiltani az ilyen típusú pózgatyák viselését, illetve meg is határozhatják, hogy azon a bizonyos versenyen melyek az elfogadott színek.

A legtöbb versenyző egyébként az egyszínű pózgatyákat részesíti előnyben, leginkább feketét, kéket, pirosat, zöldet stb. 
Pózgatya miatti kizárásról nemigen hallani.

## Az ideális pózgatya?
A Testépítők Nemzetközi Szövetsége (IFBB) a szabályzatban arra már végképp nem tér ki, hogy milyen az ideális pózgatya – holott a rosszul megválasztott pózgatya kedvezőtlen hatással lehet a versenyző színpadi szereplésére, közvetett módon akár a helyezésére is. Ha egy versenyzőnek minden mozdulat után igazítania kell a gatyán, az a nem felkészült ember benyomását keltheti a zsűriben. 

A jó pózgatya kiválasztása azért is fontos, mert a versenyekről HD-minőségű videók és óriási felbontású fotók is készülnek – tehát a testépítőnek oda kell figyelnie arra, hogy milyen állapotban örökítik meg, illetve rakják ki őt az internetes nyilvánosság elé. Egy feslő vagy lyukas pózgatya, a kilógó szőrszálak és a rossz gatyaméret-választás mind az igénytelenség jele, ugyanúgy mint például a piszkos köröm vagy a kócos haj.    

### Túl kicsi pózgatya
A legtöbb kellemetlenségért egyértelműen a túl kicsi pózgatya a felelős. Ez okozza a hátsó gatyapánt gyakori "felszaladását" a fenékbe, ami azzal járhat, hogy a versenyzőnek állandóan meg kell igazítania a gatyát a színpadon. A túl szűk pózgatya másik eredménye a nemi szerv túlságosan jól látható kirajzolódása, ami szintén kellemetlen.

### Kilógó szőrszálak

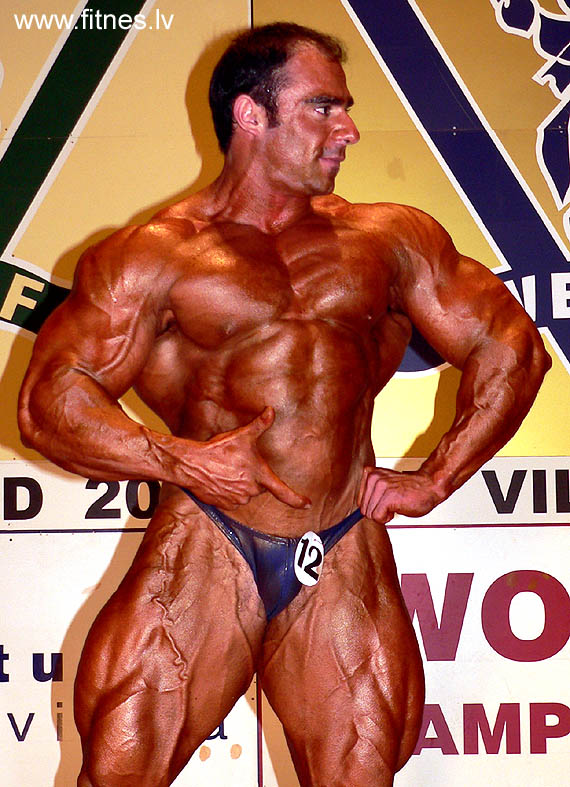

Egyetlen szabály sem írja elő a testépítők számára a test szőrtelenítését, a nemi szerv depilációjáról nem is beszélve. Mégis úgymond "íratlan szabály", hogy a kilógó szőrszálak elkerülése végett a nemi szervet és annak környékét is szőrtelenítik. Gyakran készülnek közeli képek a combokról vagy a hasról, s ezeken akarva-akaratlanul is jól látni, ha szőrszálak lógnak ki a pózgatyából.

## A pózgatya megítélése

### Testépítők körében
Nem tartjuk természetesnek azt, hogy egy férfi mindössze néhány négyzetcentiméternyi anyaggal letakarva, mondhatni szinte teljesen meztelenül kiáll idegenek – több mint 90%-ban más férfiak – elé. A kamerákról és a fényképezőgépekről nem is beszélve. A testépítők úgy tekintenek erre, mint "szükséges rosszra", egy kötelező kellemetlenségre, amelyet nem lehet kikerülni. A rengeteg befektetett munka és pénz után – egy jó helyezés reményében – nem is gondolhatják másként.

### Nem-testépítők körében
Az ún. egyszerű emberek, akik nincsenek tisztában a versenyszintű testépítés nehézségeivel, csak annyit látnak, hogy egy férfi "tangában" mutogatja magát. Rendszerint megmosolyogják a pózgatyát, bele sem gondolnak abba, hogy mi a szerepe, és hogy a testépítők kizárólag versenyeken húzzák magukra. Semmi szolidaritást nem éreznek a pózgatyát viselő testépítőkkel szemben, ezért gyakran megesik, hogy igen előnytelen helyzetben is lefényképezik őket.